# Sadok Belaïd
Sadok Belaïd (arabe : الصادق بلعيد), né le 3 mars 1939, est un universitaire et juriste tunisien spécialiste du droit public.

## Biographie
Professeur émérite à l'université de Tunis, doyen de la faculté des sciences juridiques, politiques et sociales de Tunis entre 1971 et 1977,, il devient par la suite directeur de l'université libre de Tunis.
Membre du conseil tunisien de la recherche scientifique et technologique, de l'Association tunisienne de droit constitutionnel et de l'Académie internationale de droit constitutionnel, il est également membre de l'Académie tunisienne des sciences, des lettres et des arts.
Ancien conseiller juridique de la Ligue arabe et ancien membre de la Cour juridique de l'Union du Maghreb arabe, il est professeur invité dans plusieurs universités étrangères, dont l'université Johns-Hopkins et l'université de Princeton aux États-Unis, l'université de l'Essex au Royaume-Uni, l'université Aix-Marseille-III, l'université de Toulouse, l'université de Nice et l'université de Perpignan en France ainsi que l'université de Rome « La Sapienza » en Italie et dans des universités au Koweït, au Maroc, en Algérie et en Roumanie.
Membre de la Haute instance pour la réalisation des objectifs de la révolution, de la réforme politique et de la transition démocratique, il lance en 2011 sa propre liste indépendante dans la circonscription de Ben Arous pour l'élection de l'assemblée constituante tenue le 23 octobre 2011.
En septembre de la même année, il livre une version révisée de l'avant-projet de nouvelle Constitution.
Connu pour être proche du président Béji Caïd Essebsi, tout en étant un ennemi acharné du parti islamiste Ennahdha, il est souvent invité et consulté par le président qui l'a cité notamment pour son projet de réconciliation économique. Il participe d'ailleurs à la signature de l'accord de Carthage qui met fin au mandat du gouvernement Essid. Cependant, le choix de Youssef Chahed pour le remplacer est perçu par Belaïd comme contraire à la Constitution ; il exprime alors son étonnement quant à la négligence de toutes les parties au vu de la gravité de l'infraction. Belaïd coupe même les ponts avec le président en le critiquant ouvertement et en qualifiant son fils Hafedh de bahloul (débile).
Le 20 mai 2022, il est nommé par le président Kaïs Saïed comme président coordinateur de la commission consultative pour la nouvelle République,. Début juin, il indique qu'il remettra l'avant-projet le 15 juin au chef de l'État, et que celui-ci ne contient pas de référence à l'islam, contrairement aux Constitutions de 1959 et 2014. Le 3 juillet, Belaïd annonce que le texte dévoilé le 30 juin et soumis au référendum n'est pas celui élaboré et présenté par la commission, ajoutant qu'il renferme « des risques et des défaillances considérables »,,. Il considère dès lors le projet présidentiel de nouvelle Constitution comme dangereux. 

## Distinctions
En 1981, il est décoré des insignes de chevalier de l'Ordre de la République tunisienne.

## Principales publications
- Sadok Belaïd, Essai sur le pouvoir créateur et normatif du juge, Paris, Librairie générale de droit et de jurisprudence, coll. « Bibliothèque de philosophie du droit », 1974, 360 p.[21].
- Sadok Belaïd, L'organisation et les institutions d'une communauté économique maghrébine, La Soukra, Institut arabe des chefs d'entreprises, 1987, 49 p.
- Sadok Belaïd, Francis Delpérée et François Luchaire, La loi aujourd'hui, Tunis, Faculté de droit de Tunis, 1989, 346 p.
- Sadok Belaïd (dir.), L'œuvre jurisprudentielle du Tribunal administratif tunisien, Tunis, Centre de recherches et d'études administratives, 1990, 562 p. (ISBN 9973-700-19-8).
- Sadok Belaïd et I. William Zartman, Les expériences d'intégration régionale dans les pays du tiers-monde, Tunis, Centre de recherches et d'études administratives, 1993, 376 p.
- Sadok Belaïd, Islam et droit : une nouvelle lecture des « versets prescriptifs » du Coran, Tunis, Centre de publication universitaire, 2000, 544 p. (ISBN 978-9973948588).
- Yadh Ben Achour et Slim Laghmani, Droit communautaire et mondialisation, Tunis, Centre de publication universitaire, 2003, 306 p.
- Abdelfattah Amor, Habib Ayadi et Sadok Belaïd, En hommage à Dali Jazi, Tunis, Centre de publication universitaire, 2010, 190 p. (ISBN 978-9973375780).
- (en) Adeed I. Dawisha et I. William Zartman, Beyond Coercion : Durability of the Arab State, Londres, Routledge, 2016, 322 p. (ISBN 978-1138923805).